# Engelsk (sprog)
 For alternative betydninger, se Engelsk. (Se også artikler, som begynder med Engelsk)
Engelsk er et germansk sprog, der tales på de Britiske Øer, i Nordamerika, Australien, New Zealand, Jamaica, Bahamas, Sydafrika, Kenya og Singapore og flere andre steder. Det er officielt sprog i flere afrikanske lande og i Sydasien. Det er desuden det mest udbredte internationale sprog (dog talmæssigt overhalet af mandarin). Engelsk er det tredjemest talte modersmål i verden med ca. 360 millioner brugere i 2010, kun overgået af mandarin og spansk.

## Sproghistorie
Det engelske sprog er tættest beslægtet med frisisk. Engelsk og frisisk hører til den vestgermanske gren af den germanske sprogfamilie ligesom nederlandsk (hollandsk), nedertysk (plattysk) og (høj)tysk.
Udviklingen af sproget begyndte i det 5. århundrede e.Kr. med anglernes og saksernes erobring af Britannien, efter at romerne havde rømmet landet. "Anglerne, sakserne og jyderne" (som stammerne blev kaldt ifølge den gamle engelske overlevering) kom fra nutidens Nordtyskland og nærmere bestemt Slesvig-Holsten og var dermed oprindeligt danskernes sydlige naboer på den jyske halvø.
I vikingetiden var engelsk under intens påvirkning fra nordisk, idet den østlige del af landet var under danske konger (Danelagen) og den nordlige del under norsk herredømme, og der blev indlånt adskillige ord, f.eks. window (oldeng. ēagþyrel, ēagduru) og they (oldeng. hī), og mange indfødte ord fik en mere nordisk udtale, f.eks. sister (oldeng. sweoster), give (oldeng. ġiefan; ġ = [j]), egg (oldeng. ǣġ).
Med normannernes erobring af England i 1066 blev fransk overklassens sprog i flere århundreder, og store dele af det germanske ordforråd blev udskiftet eller fortrængt til lavsproget. Franske låneord er f.eks. flower (fr. fleur), faith (fr. foi, ofr. feit), finish (fr. finir (finiss-)) pay (fr. payer), please (fr. plaisir).
Hvor oldengelsk havde et komplekst bøjningssystem lig det, man ser i nutidens islandsk, færøsk og tysk, var grammatikken allerede ved middelalderens slutning blevet reduceret omtrent til den nutidige tilstand. En vigtig årsag har været reduktionen af de tryksvage stavelser. De gamle endelser kom på den måde til at lyde mere eller mindre ens, og bøjningerne blev til sidst opgivet.

## Grammatik
Den engelske grammatik er baseret på sprogets germanske rødder, men ulig de fleste andre germanske og romanske sprog bøjes adjektiver f.eks. ikke i køn og tal (a good boy, a good girl, a good house, good men osv.). Engelsk har i det hele taget færre bøjningsformer; de semantiske nuancer angives i stedet med hjælpeord og ordstilling. Bøjningsformer findes der dog:
Substantiver
- Genitiv (ejefald)
  1. He is Alfred's best friend.

- Flertal:
  1. All your books are mine.

Pronominer
- Akkusativ
  1. To whom does this book belong?

- Genitiv (ejefald)
  1. It is mine.

Adjektiver
- Komparativ (tillægsordets 2. grad/højere grad):
  1. Alfred is smarter than Ricky.

- Superlativ (Tillægordets 3. grad/højeste grad):
  1. Alfred has the newest book.

Verber
- Præsens tredje person ental:
  1. Alfred works.

Bemærk, at infinitiv og de andre personer i præsens har nulendelse
- Præteritum (datid):
  1. Alfred worked.

- Præteritum participium (= datids/kort tillægsform):
  1. The car was stolen.
  2. Alfred has talked to the police.

- Præsens participium (= nutids/lang tillægsform) og gerundium og gerundiv:
  1. Alfred is working. (Verbal brug af ing-form: participial).
  2. Working is good for the soul. (Substantivisk brug af ing-form: gerundium).
  3. The working population. (Adjektivisk brug af ing-form: gerundiv).

-- Gerundium og gerundiv har på engelsk fællesbetegnelsen: the gerund.
- Præsens konjunktiv (= forestillende måde, ønskemåde):
  1. If I were a rich man, ... (ældre sprog, Shakespeare, Biblen).
  2. It is good that he be seen (sagde soldaten, da Sadam Hussein dukkede frem fra hullet) (amerikansk engelsk).

-- Konjunktiv er forældet på britisk engelsk, men lever i amerikansk engelsk, fx i nyudgivne computerbøger.
Andre grammatiske kategorier dannes ved omskrivninger, f.eks.: futurum med shall eller will + infinitiv (he will come); perfektum med have + præteritum participium (he has come); passiv med be + præteritum participium (he is loved).

## Ordforråd
De ord i engelsk som er udviklet fra germansk, er næsten uden undtagelse kortere og mere uformelle end dem, som har latinsk afstamning. De latinske regnes ofte for mere elegante. Overdreven brug af latinske ord betragtes dog gerne som enten snobberi, f.eks. når politimanden bruger udtrykket "apprehending the suspect", eller som eufemisme (dvs. forskønnende omskrivning) f.eks. som når man i militære dokumenter skriver "neutralise/-ize" i stedet for "kill". George Orwell analyserer dette særkende ved det engelske sprog i sit essay "Politics and the English Language".
En engelsktalende vil som regel kunne vælge mellem germanske og latinske synonymer: "come" eller "arrive"; "sight" eller "vision"; "freedom" eller "liberty". Det engelske sprogs rigdom består i, at denne slags synonymer har bittesmå forskelle i betydningen. Det gør, at det bliver muligt at udtrykke helt fine nuancer; sproget bliver ekstremt fleksibelt.
Engelsk skiller sig ud fra andre sprog ved at have et meget stort aktivt ordforråd og ved at være meget tilpasningsdygtigt. Tekniske termer optages hurtigt, importen af ord er stor og udviklingen i slangudtryk går også meget hurtigt. Dette tempo betyder, at man ofte må skelne mellem flere varianter af engelsk.

### Etymologi
Fransk har ydet en stor påvirkning på engelsk. En af konsekvenserne er en todeling i ordforrådet mellem germansk (hovedsageligt angelsaksisk) og latin (mest fra normanner-fransk men også noget direkte fra latin).
En undersøgelse fra 1973 af de ca. 80.000 ord i den gamle Shorter Oxford Dictionary (3. udgave) satte følgende fordelinger på oprindelsen af engelske ord:
- Fransk, inklusiv gammelfransk og tidlig anglo-fransk: 28.3%
- Latin, inklusiv moderne naturvidenskabelig og teknisk latin: 28.24%
- Gammel- og middelengelsk, norrønt sprog og nederlandsk: 25%
- Græsk: 5.32%
- Ukendt etymologi: 4.03%
- Afledt af egennavn: 3.28%
- Alle andre sprog: < 1%

## Skriftsystem
Engelsk skrives med bogstaver fra det latinske alfabet. Skrivemåden eller ortografien i engelsk er historisk, dvs. ikke baseret på fonologi. Skrivemåde af ordene adskiller sig altså – ligesom på dansk – betydeligt fra udtalen, og det gør engelsk til et vanskeligt sprog at lære at skrive korrekt.

## Varianter af engelsk
Engelsk har sin oprindelse i England, men blev med det Britiske Imperium udbredt over det meste af verden, og er især siden 2. verdenskrig også blevet udbredt fra USA, som er det største engelsk-sprogede land i dag.
USAs dominans indenfor populærkulturen medfører at nogle taler om amerikanisering.
Fordi engelsk tales så mange forskellige steder i verden findes der naturligt nok mange lokale varianter eller dialekter af sproget. De to vigtigste varianter (eller variantgruppper) af engelsk er britisk og amerikansk, som primært tales i hhv. Det Forenede Kongerige og USA, men derudover findes også f.eks. australsk, indisk og sydafrikansk engelsk. Desuden findes der simplificerede varianter af engelsk, konstrueret til brug som lingua franca, f.eks. Basic English (fundamentalt engelsk), som beskrevet nedenfor.

### Britisk og amerikansk engelsk
Forskellen mellem britisk og amerikansk engelsk består først og fremmest i udtalen, men også i ordforråd, stavning og grammatik.
Nogle af de vigtigste forskelle i udtalen er:
- at trykstærke vokaler normalt udtales længere på amerikansk,
- at de fleste englændere kun udtaler r før en vokal, mens amerikanere altid udtaler r'er (eks.: "never"),
- at et t mellem to vokaler på amerikansk udtales som et d (ligesom man ofte gør på dansk) og
- at et t i slutningen af et ord på britisk trækkes sammen med en vokal i starten af ordet efter, som: "sit at it", trækkes sammen til: "sit-at-it".

Der kan også ses forskelle i udtalen af bogstaver, f.eks. z på britisk engelsk (og flere andre, såsom canadisk og australsk) udtales som det kendes på dansk "set", mens amerikanere udtaler det snarere som c "see". Nogle gange ser man derfor at det engelske alfabet er fra a til z, hvorfor amerikansk engelsk nogle gange lyder som værende fra a til c ("see"). Ikke sjældent er denne forskel anvendt for at markere forskelle mellem britisk og amerikansk engelsk.

### Almindelige forvirrende ord
Britisk/amerikansk
- Pinafore Dress/ Jumper
- Jumper/ Sweater
- Condom / Rubber
- Rubber / Eraser
- Trousers / Pants
- Pants / Panties
- Crisps / Chips
- Chips/ French Fries
- Milliard / Billion
- Billion / Trillion

### Forskellige ord for samme ting
Britisk/amerikansk
- Trolley / Cart
- Lorry / Truck
- Nappy / Diaper
- Aubergine / Eggplant
- Autumn / Fall
- Queue / Line
- Spring onion / Scallion
- Mange tout / Snow peas
- Boot / Trunk
- Holiday / Vacation
- Courgette / Zucchini
- Pavement / Sidewalk
- Lift / Elevator

### Fundamentalt engelsk (Basic English)
Fundamentalt engelsk er et simplificeret sprog konstrueret af englænderen Charles Kay Ogden i 1920'erne. Sproget kan betragtes som en introduktion til det engelske sprog og et alternativ til kunstsprog, eksempelvis esperanto.
Sproget består af 850 ord og er valgt ved udeladelse af sjældne ord og ord som har stilistisk værdi.
- Fundamentalt engelsk, ordliste

## Ordbog
En dansk-engelsk ordbog af James Stephen Ferrall og den islandske Thorleifur Repp blev udgivet af Gyldendal i 1845.
Bogen er indskannet og gjort tilgængelig via Google Books og Internet Archive.